# El Valle Baju de Peñamellera
El Valle Baju de Peñamellera (Peñamellera Baja en castellà) és un conceyu de la Comunitat Autònoma del Principat d'Astúries. Limita al nord amb Llanes i Ribadedeva, a l'oest amb El Valle Altu de Peñamellera i a l'est i al sud amb Cantàbria, municipis de Treviso, Penarrubia, Lamasón, Val de San Vicente i Herrerías. La capital és Panes.

## Geografia
Al nord-oest del conceyu hi ha la Serra de Cuera, que está integrat, en part en el Paisatge Protegit de la Sierra del Cuera; al sud té el massís d'Andara, o part oriental dels pics d'Europa. Els rius principals són el Deva que neix al congost de la Hermida, i el Cares, que ve d'El Valle Altu de Peñamellera, Cabrales i Lleó; en els dos rius hi ha truites i salmons; aquestos dos rius conflueixen a Panes formant el Cares-Deva que forma una gran vall central fins a arribar a la mar Cantàbrica a uns 20 km. Rierols menors n'hi ha molts sent els principals el Espioña i el de San Esteban. El 40% de la superfície del consejo és bosc; les zones boscoses principals són el Argayu (entre Merodio i Cimiano), el bosc de San Esteban (a San Esteban) i la Sauceda de Buelles (declarat monument natural) que voreja les dues ribes del Cares-Deva entre El Mazo, Narqanes i Buelles.

## Demografia
Igual que la seva veïna l'alta i la majoria dels conceyos de la comarca, El Valle Baju de Peñamellera s'ha caracteritzat per una pèrdua progressiva de la població en aquest últim segle passat. Primer van ser les migracions a ultramar per a després dirigir-se la població a mitjan centúria, a Europa i els nuclis industrials de la regió. Així des que en 1930 s'arribés a la cota màxima de població amb 4.910 habitants, la situació que més es dona des de llavors és el descens de la població, deixant una xifra actual de 1.579 habitants.
Tota aquesta situació fa que les estructures demogràfiques de la zona es trobin bastant desequilibrades, quant a l'envelliment, presentant una de les taxes més elevades de tota la regió. No ocorre el mateix amb la relació de sexes, presentant el conceyu una de les millors relacions de tota la comarca dels Pics d'Europa. Actualment la majoria de la població es concentra als voltants del riu Deba en el nord, trobant-se el sud bastant despoblat llevat de les Parròquies de Cuñaba i San Esteban, que àdhuc amb tot han perdut bastant població en aquests últims temps.

## Economia
Pel que fa a l'activitat econòmica esmentar que el sector agropecuari segueix sent el més rellevant de la comarca, generant el 46,52% de les ocupacions. La terra utilitzada per a cultius representa un total del 2,21% del territori, utilitzant-se més del 60% per a ús ramader. La cabanya predominant és la vacuna, orientada principalment a la producció làctia. També són censades en el conceyu caps de cavall, cabra i ovella.
El sector secundari crea el 16,40% de l'ocupació local, concentrant-se la majoria en el sector de l'edificació i obres públiques amb un 16,22%. També important és la indústria quesera, produint-se en San Esteban formatge de Peñamellera a través d'una societat cooperativa, a Panes el formatge Monje i a Buelles el formatge chivita.
El sector terciari de serveis està erradicat gairebé completament en la capital del conceyu, Panes, generant un total del 37,08% de les ocupacions. Aquesta capital posseïx una bona quantitat de serveis, i estan bastant ben cobertes les seves necessitats. Últimament és de ressenyar l'auge que està tenint el turisme rural i actiu gràcies a l'atractiu natural de la zona.

## Parròquies
- Abándames, a l'oest de Panes, a l'altre costat del riu. Fou l'antiga capital. Té el palau de El Palenque, el Palau de La Cagiga, la casa senyorial del Socueto i l'església de San Salvador.
- Alevia, al nord de Panes al peu de la serra del Cuera. Té l'església de San Joan bautista, la capella de San Antojio, la torre d'Alevia i alguns edificis indians.
- Buelles, al nord-est de Panes, a la carretera nacional, primera població que es troba en entrar al consejo. Té el palau de Guerra, la casa de Mier, la casa de Florencio Milera, l'església de San Andrés Apòstol, la Sauceda de Buelles i una àrea recreativa.
- Cuñaba, al sud-oest de Panes, al congost de l'Hermida i al peu de la cara sud de la serra Rodriguero. Té l'església de Nuestra Senyora i el palau de l'Inquisidor Verdejo.
- Merodio, a l'est de Panes, prop del límit amb Cantàbria. Té l'església de Santa Leocadia
- Panes, al centre del consejo, a l'est del riu Cares-Deva. Té l'església de San Juan de Ciliergo, el palau de San Román, el Museu dels Bolos, i el Passeig de les Escolleres.
- Siejo, enfront de Panes a l'altre costat del riu Cares-Deva. Té la casa de Quintana (o de Mier)
- Tobes, a la riba sud del Cares, enfront del llogaret de Para; el riu es creua aquí pel Puente Viejo, a mig camí entre Tobes i Rodriguero. Té l'església de San Pedro de Tobes.

## Altres pobles
- Narganes, a l'oest de Buelles, a la part occidental del Cares-Deva.
- El Mazo (amb l'agregat de L'Aceña), població de certa importància per tenir la cova de La Loja; també hi ha la capella de San Antonio de Papua; està al sud de Narganes però a l'est del riu Cares-Deva.
- Colosia, a l'oest de Panes, gairebé al punt on s'uneixen el riu Cares i el riu Deva.
- Cimiano, a 1 km a l'est de Panes. Té la casa de Collao, el palau de la Abariega i l'ermita de Espioña.
- Suarias, al sud de Panes al peu de la serra Corvera. Mirador a la vall d'Orgaya.
- Cavandi amb els agregats de Suyo i Hoyo, a la part occidental del consejo, al nord del riu Cares. Té la capella de San Miguel.
- Para, a la riba nord del Cares, al sud de Cavandi.
- Cerébanes, a la riba nord del Cares, al sud-est de Cavandi. Té la capella de la Verge de Guadalupe i el palau de Francisco Sánchez de Caso
- Bores, a la riba sud del Cares, amb els gregats de Orejuz, La Serna i La Aldea. Té el palau de Hoyos de Orejuz i el palau de La Serna. A 2 km a l'oest hi ha el Picu de Peñamellera de 765 metres.
- Lles, a la vora del Deva, prop de la seva unió amb el Cares; aquí hi ha el pont de Lles que creua el Deva.
- Rodriguero, al sud del Cares, al sud de Tobes, i al peu de la serra Rodriguero (però per la seva cara nord)
- San Esteban, al peu de la cara nord de la serra oriental dels Pics d'Europa. Hi ha el Mirador de Cuetu la Bea, una àrea recreativa i el bosc que porta el seu nom.

## Història
La història d'El Valle Baju de Peñamellera és bàsicament la mateixa que la de la seva veïna l'Alta fins que es va realitzar la seva escissió en 1869. No obstant això cal comentar algunes coses referents només al denominat anteriorment cueto baix, així com esmentar les quals van passar conjuntament. De l'època prehistòrica són de destacar els descobriments oposats a Panes i els seus voltants. La cova de La Loja ens mostra diversos útils lítics oferint-nos un important conjunt d'art parietal corresponents a l'edat magdaleniana i en la qual podem gaudir de gravats d'animals com els cavalls i bisons.
La primera prova documental de Peñamellera data de 1032, data en la qual es van intercanviar territoris els comtes de Piniolo i Aldonza i el rei Beremund III de Lleó, cedint els primers la meitat de Peñamellera. Després d'incorporació total al regne del territori el rei Ferran II va desposseir Astúries d'aquestes zones per a incloure-les al regne de Lleó encara que eclesiàsticament encara depengués del bisbat d'Oviedo.
En 1340 el rei Alfons XI de Castella atorga al poble de Peñamellera el fur mitjançant el qual les gents del conceyu podien nomenar als seus representants sense haver d'acudir als emplaçaments de Santillana. Apareixen llavors diversos poders senyorials com els d'Aguilar, que van ostentar també el senyoriu de Peñamellera. Aquesta senyoralització va portar a l'aparició de torres senyorials i la patrimonialització dels càrrecs públics. D'aquest temps trobem les torres de Colosia i de Siejo. És durant aquesta època de la baixa edat mitjana quan apareix per primera vegada la intenció de dividir la vall en dues unitats administratives, l'alta vall i el baix. En l'edat moderna la vall de Peñamellera formava part de la mancomunitat de les cinc valls de la comarca de Burgos.
Entre 1514 i 1522 va formar part junta amb San Vicente de la Barquera d'una jurisdicció independent. En 1749 va ser agregat a la intendència de Burgos i Bastón de Laredo, i va estar present en 1778 en la formació de la província de Cantàbria. A pesar d'això sempre es van mantenir les vinculacions històriques amb Astúries com ho demostra la presència de Panes en la junta General del Principat en 1584. Sempre la ramaderia i l'agricultura van estar presents en la vida de la vall, quedant eximides les seves gents dels impostos derivats de la venda del bestiar gràcies a un privilegi que els va ser concedit pel rei Carles II. La capital de la vall s'establia a Abándames. Cada cueto, l'alt i al baix tenien un regidor, un jutge noble per a cadascun i altre per a la vall en general. La població era una barreja de senyors rurals i una mínima noblesa d'il·lustres nissagues.
La vall va sofrir també les conseqüències de la guerra de la Independència sent ocupat per les tropes franceses en 1809 quan el coronel Gauthier va trencar la vigilància del riu Deva i va envair el conceyu del que no va marxar fins al 1810. En 1833 es retornen els terrenys a territori asturià, i comencen a aparèixer les discussions per a la capitalitat del mateix entre Alles i Abándames. En 1869 se separen administrativament els dos cuetos quedant Abándames com a capital de la vall baixa. Aquesta situació va perdurar fins a 1890, moment en el qual és traslladada la capitalitat a Panes, localitat que experimentà un augment progressiu en la població. També de la vall baixa va ser característica l'emigració de joves a Amèrica, invertint anys més tard les seves fortunes en forma de cases senyorials, palaus, escoles i diversos serveis que beneficien a tot el poble, com ara les millores en carreteres i la portada de l'aigua. Durant la guerra civil espanyola destacar que el cueto baix va comptar amb la resistència de l'exèrcit republicà sota ordres de Manolín Álvarez, sent conquistada la zona el 9 de setembre de 1937 per les tropes navarreses amb ajuda de la legió Còndor.